# Piotr Przybyła
Piotr Przybyła (ur. 1985) – polski poeta i autor utworów scenicznych.

## Życiorys
Nominowany do Nagrody Literackiej Gdynia 2023 za tom analfabeta. Laureat Nagrody Głównej oraz Nagrody Publiczności XX Ogólnopolskiego Konkursu Poetyckiego im. Jacka Bierezina 2014 za projekt tomu Apokalipsa. After party. Finalista XIX edycji tego konkursu w 2013. Dwukrotny laureat nagród w Ogólnopolskim Konkursie Poetyckim im. R.M. Rilkego (II nagroda w 2013, I nagroda w 2015). Laureat nagród i wyróżnień w Ogólnopolskich Konkursach Poetyckich: im. Janusza Różewicza 2014, im. Marka Hłaski, Krajobrazy Słowa, im. Dionizego Maliszewskiego. Laureat Nagrody Kulturalnej „Gazety Wyborczej” WARTO 2016 w kategorii literatura za tom Apokalipsa. After party. Za ten tom był nominowany do Wrocławskiej Nagrody Poetyckiej „Silesius” 2016 w kategorii debiut roku oraz otrzymał Nagrodę Poetycką im. Kazimiery Iłłakowiczówny, a także wyróżnienie w XII Ogólnopolskim Konkursie Literackim „Złoty Środek Poezji” 2016 na najlepszy poetycki debiut książkowy roku 2015. Publikował w „Arteriach”, „Frazie”, „Toposie”, „Nowych Sztukach dla Dzieci i Młodzieży”. Ukończył pedagogikę na Uniwersytecie Wrocławskim. Mieszka w Karpaczu.

## Twórczość
Poezja
- Apokalipsa. After party (Stowarzyszenie Pisarzy Polskich Oddział w Łodzi, Dom Literatury, Łódź 2015)
- analfabeta (Galeria Sztuki Współczesnej BWA w Olkuszu, Olkusz 2022)

antologie:
- Zebrało się śliny (Biuro Literackie, Stronie Śląskie – Wrocław 2016) – red. Paweł Kaczmarski, Marta Koronkiewicz[13]

Utwory sceniczne
- Kolorowa, czyli biało-czerwona (2013)
- Rysio z Klanu: second life (2014)
- Jezus, Latający Potwór Spaghetti i keczup (2015)
- Krzysztof Cover Baczyński (2017)[14]

## Opinie o twórczości
Karol Maliszewski – juror Wrocławskiej Nagrody Poetyckiej „Silesius”: „dawno nie czytałem tak olśniewającego debiutu jak tom Piotra Przybyły. Został wykonany jakiś ważny krok w młodej poezji, którego jeszcze nie potrafię nazwać. Pojawił się duży talent i nazywa się Przybyła”.